# Lothar Mulch
Lothar Mulch (* 21. Juni 1961 in Solms) ist ein deutscher Politiker (Alternative für Deutschland). Seit 2024 ist er Abgeordneter im Hessischen Landtag.

## Leben
Mulch legte 1980 das Abitur an der Goetheschule Wetzlar ab. Er arbeitete als Versicherungsmitarbeiter und als Büroleiter.
2015 wurde er Mitglied der Partei AfD. Er gehörte seit 2016 dem Kreistages des Lahn-Dill-Kreises und seit 2021 der Stadtverordnetenversammlung der Stadt Wetzlar an. Bei der Landtagswahl in Hessen 2023 wurde er auf Platz 24 der AfD-Landesliste in den Landtag gewählt, dem er seit dem 18. Januar 2024 angehört. Im Landtag ist er Mitglied im Kultuspolitischen Ausschuss, im Ausschuss für Wissenschaft und Kultur sowie im Hessischen Landesdenkmalrat.